# Mangajin
Mangajin fue una revista mensual en inglés para estudiantes del idioma y la cultura japonesa. Era distinta de muchas otras revistas de su tipo porque favorecía enormemente la cultura popular japonesa como una herramienta de aprendizaje y una ruta hacia la rápida aclimatación dentro de la sociedad japonesa. Cada número ofrecía selecciones de varios manga populares, traducidos al inglés con detallados comentarios culturales.
Era una herramienta de aprendizaje única, que mostraba el uso del lenguaje en distintos tipos de conversación informal.
Como contraste, la mayoría de los textos de japonés para estudiantes principiantes se centran en las dimensiones formales del lenguaje, con el objeto de usarlo en conversaciones de negocios.
La revista detuvo su publicación en diciembre de 1997 (número 70) debido a dificultades financieras. Con creciente interés en la cultura popular japonesa, los editores de los mangas originales exigían pagos más altos por su contenido, posiblemente más allá de lo que era sustentable en este tipo de publicaciones educativas. Varios libros que reunían las mejores publicaciones de la revista (así como antiguos números de la misma revista) siguen siendo altamente valorados comercialmene tanto por estudiantes autodidactas como por estudiantes que reciben clases de profesionales en el idioma japonés. Una revista electrónica también continua la tradición de esta publicación.
El nombre es la combinación de las palabras japonesas para "comic" (manga,漫画) y "persona" (jin,人), es un juego de palabras para la palabra japonesa "revista" (que se adapta de la palabra en inglés para revista "magazine") (マガジン, magajin); y a la vez es un doble juego de palabras, pues gaijin (外人) es una palabra japonesa para "extranjero", "no-japonés", o alienígena. Entonces, su significado sería algo así como "Una revista manga para extranjeros".

## Influencias Posteriores
La influencia de Mangajin se puede apreciar en el curso de japonés de la revista Dokan, por Marc Bernabé, el que luego evolucionaría hasta convertirse en la serie de libros Japonés en Viñetas.